# Rootwad Township
Rootwad Township est un ancien township, situé dans le comté de Scott, dans le Missouri, aux États-Unis,.